# Aglaia (Tochter des Thespios)
Aglaia (altgriechisch Ἀγλαΐα Aglaḯa, deutsch ‚Glanz, Pracht‘) ist in der griechischen Mythologie eine der 50 Töchter des Thespios und der Megamede.
Wie ihre Schwestern schlief sie eine Nacht mit Herakles und brachte daraufhin Antiades zur Welt.